# Нагасаки
Нагаса́ки (яп. 長崎市 Нагасаки-сио файле, букв. «длинный мыс») — центральный город в Японии, расположенный на западе острова Кюсю возле залива Нагасаки. Является административным центром префектуры Нагасаки. Площадь города составляет 406,46 км², население — 434 065 человек (1 июля 2014), плотность населения — 1067,92 чел./км². Нагасаки — крупный порт. Является одним из 2 городов Японии, против которых было применено ядерное оружие
В городе расположен военно-морской арсенал, университет, торгово-промышленный и художественный музеи. Достопримечательности — церковь Оура, синтоистское святилище Сува (XVI век), буддийские храмовые ансамбли Софукудзи, Кофукудзи, мост Меганэбаси (все — XVIII век).
1 апреля 1997 года Нагасаки был причислен к центральным городам Японии.
Также известен как второй город в мире, который был подвергнут ядерной бомбардировке. Взрыв ядерной бомбы был осуществлён Вооружёнными силами США на завершающем этапе Второй мировой войны (вопрос о целесообразности использования смертоносного оружия массового поражения с пагубными последствиями для нескольких поколений японцев остаётся открытым).

## Общая характеристика
Нагасаки часто называют «маленьким Римом» Японии. В нём проживает самая крупная христианская община страны, а количество местных церквей превышает количество синтоистских святилищ и буддистских монастырей вместе взятых. В XVII—XIX веках портовый город Нагасаки был для японцев «окном в Европу». Именно через него в архипелаг попадали западные ноу-хау, а также разнообразные заморские диковинки из Китая, Юго-Восточной Азии, Индии и арабских стран.
Нагасаки является вторым городом мира после Хиросимы, пострадавшим от ядерной бомбардировки. Жители города известны активным участием в антиядерных акциях и движениях по разоружению.
Сегодня Нагасаки является одним из самых популярных туристических центров Японии. Он известен как живописный портовый город, в котором гармонично соединились японские традиции с западным христианским мировоззрением.

## Символы города
Эмблема Нагасаки — стилизованная скорописная форма знака 長 (нага, «длинный»), первого знака в названии города. Эта эмблема напоминает бумажного журавлика, разложенного в форме звезды. Он ассоциируется с городским портом, который из-за своих очертаний получил название «порт журавля».
|               |
| Флаг Нагасаки |

Внутри звезды находятся пять знаков 市(город), размещённых по кругу. Они символизируют, что Нагасаки был одним из пяти японских портов, что были открыты для торговли с западным миром в середине 19 века после двухсотлетней эпохи изоляции страны. Флаг Нагасаки — полотнище белого цвета, стороны которого соотносятся как 2 к 3. В центре полотнища размещена эмблема города красного цвета.
|           |                |
| Гортензия | Сальное дерево |

Эмблема-цветок Нагасаки — гортензия крупнолистная. Она является эндемиком Японского архипелага. Её открыл для Западного мира немецкий врач Филипп Франц фон Зибольд, который находился в Нагасаки в начале 19 века. Он назвал этот цветок Hydrangea otakusa в честь своей возлюбленной Таки, жительницы этого города.
Сальное дерево является деревом-символом Нагасаки. Это растение китайского происхождения. В 18 веке заморские купцы привезли её в Нагасаки, единственный порт, через который осуществлялась торговля с Китаем и западными державами. Именно через Нагасаки выращивание этого дерева распространилось по всей Японии.

## География

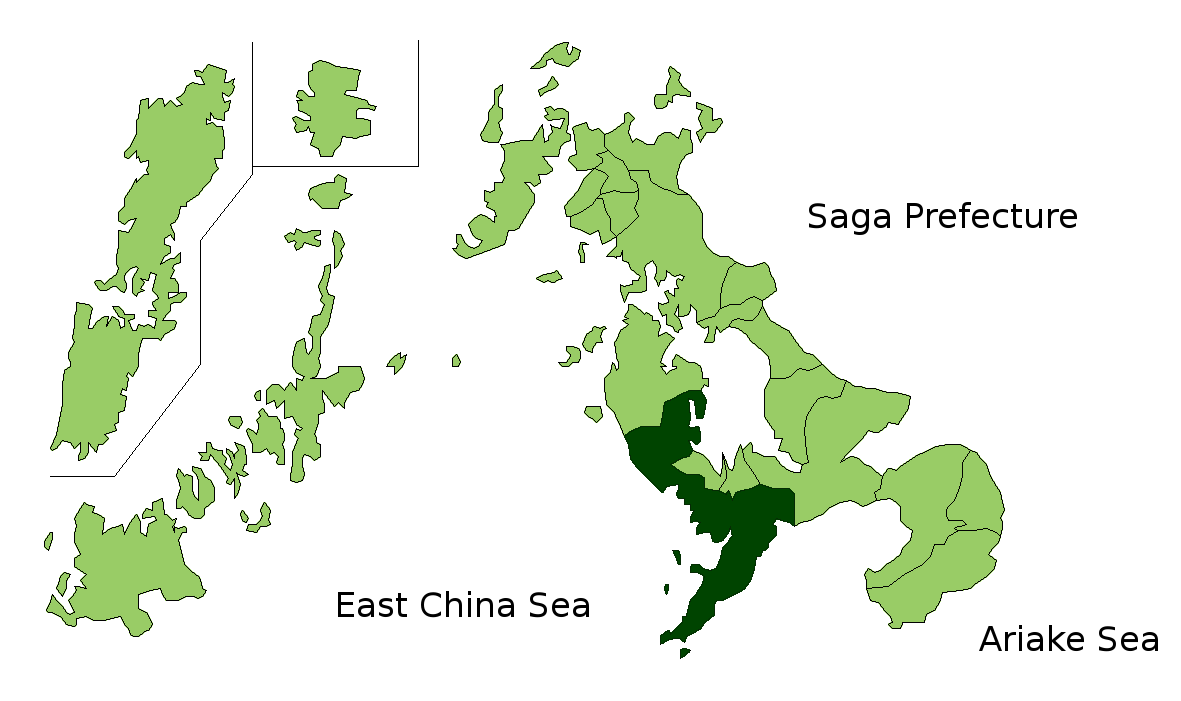
Город Нагасаки на карте префектуры Нагасаки

Город расположен на двух полуостровах — Нагасаки и Ниси Соноги. Его соседями являются города Исахая на востоке и Сайкай на севере, а также посёлки Тогицу и Нагайо на северо-востоке. На западе и на юге Нагасаки омывается Восточно-Китайским морем.
Город расположен вокруг удлинённого залива Нагасаки, который окружён с запада, севера и востока горами. Исторический центр Нагасаки находится в прибрежной зоне, в восточной части, а жилые районы — Меното, Михара, Хонбара, Нисияма, Сунао, Косима, Инаса, Коебару, Нисимати, Намеси — расположены в горах. Благодаря такому положению Нагасаки известен в Японии как «город на спуске» или «террасовый город».
По территории города протекают две реки, впадающие в воды порта Нагасаки — Ураками с севера и Накадзима с северо-востока.

### Климат
Среднегодовая температура составляет +17,4 °C (от +28°С летом до +7°С зимой). В год выпадает осадков около 1678 мм. Сильное влияние на климат в городе оказывает тёплое океаническое течение, из-за которого разница между холодным и тёплым временем года чувствуется здесь меньше, чем в других городах на острове Кюсю.
Нагасаки находится в зоне субтропического муссонного климата, типичного для островов Кюсю и Хонсю. Кроме Канадзавы и Сидзуоки, это самый влажный большой город в Японии. Летом жара и влажность проявляются особенно сильно (июнь—июль). Зимой погода более сухая и солнечная. В последние годы все чаще выпадает снег.
С начала регистрации изменений климата в Нагасаки с 1878 года самым влажным месяцем был июль 1982 года с 1178 мм (555 мм в день), в то время как самым сухим месяцем был сентябрь 1967 года (1,8 мм в день).
| Показатель                    | Янв. | Фев. | Март | Апр. | Май  | Июнь | Июль | Авг. | Сен. | Окт. | Нояб. | Дек. | Год  |
| ----------------------------- | ---- | ---- | ---- | ---- | ---- | ---- | ---- | ---- | ---- | ---- | ----- | ---- | ---- |
| Средний суточный максимум, °C | 9,4  | 10,0 | 13,9 | 18,9 | 22,2 | 25,0 | 28,9 | 30,6 | 27,2 | 22,8 | 17,2  | 12,2 | 20,0 |
| Средний суточный минимум, °C  | 3,9  | 4,4  | 7,2  | 11,7 | 15,6 | 20,0 | 24,4 | 25,0 | 21,7 | 16,1 | 10,6  | 6,1  | 13,9 |
| Норма осадков, мм             | 74   | 86   | 124  | 191  | 191  | 325  | 267  | 188  | 236  | 107  | 89    | 79   | 1957 |
| Температура воды, °C          | 14   | 14   | 14   | 16   | 18   | 21   | 23   | 24   | 24   | 21   | 18    | 14   | 18,4 |
| Источник: BBC                 |      |      |      |      |      |      |      |      |      |      |       |      |      |

## История

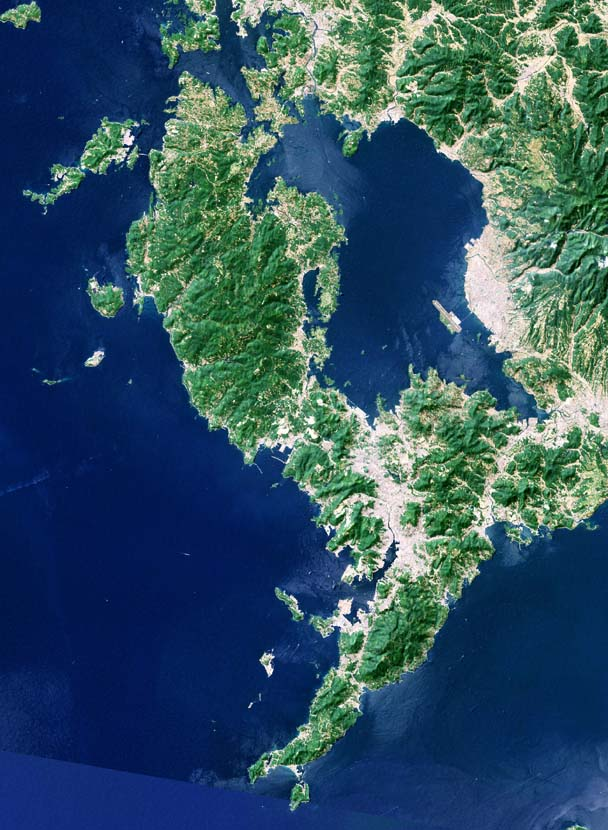
Вид со спутника

Во второй половине XVI века, во времена активных контактов Запада с японцами, территория современного города Нагасаки находилась в руках самурайского удельного правителя Омуры Сумитады. В целях развития торговли с европейцами он принял христианство и основал на своих землях портовые поселения, среди которых было и Нагасаки. В 1570 году в нём оборудовали порт, а в 1571 году, с прибытием первого европейского корабля из Португалии, построили посёлок. В 1580 году Омура передал контроль над Нагасаки иезуитам, а через два года выслал из местного порта посольство в Рим. Благодаря успешной миссионерской деятельности Общества Иисуса, почти все население северных районов острова Кюсю стало христианами. До начала 17 века Нагасаки играл роль одного из главных миссионерских центров в Японии и был важным центром европейско-японской торговли.
В 1587 году объединитель Японии Тоётоми Хидэёси завоевал Кюсю и запретил пребывание христианских священников и монахов в стране. В следующем году он отобрал у иезуитов город Нагасаки, подчинив его непосредственно центральным властям. В 1592 году здесь был установлен институт урядника Нагасаки, который следил за международной торговлей и миссионерами в Японии. В целях устрашения последних в 1597 году на высоком холме в Нагасаки было распято 26 христиан.
С установлением в Японии сёгуната Эдо, гонения на христианство усилились. В 1614 году правительство запретило исповедание этой веры по всей стране. В 1622 году центральные власти провели в Нагасаки показательную казнь 55 христиан и разрушили все 16 церквей города. Для выявления сторонников запрещённой веры мещане ежегодно, в обязательном порядке, были вынуждены проходить процедуру топтания святых образов. В 1635 году власти запретили японцам покидать пределы страны, а в 1636 году насильно переселили всех европейцев Нагасаки, среди которых преобладали португальцы, на искусственный остров Дэдзима, с целью изолировать население страны от контактов с Западом. После христианского восстания в Симабаре 1637 года, сёгунат ограничил прибытие европейских кораблей в Японию, сделав исключение лишь для Протестантской Голландии, которая помогла подавить восстание и обязалась не распространять христианство. Голландцы были вынуждены жить на острове-резервации Дэдзима, с запретом покидать её. Таким образом, на 1641 год японские власти установили режим изоляции Японии от Запада, превратив Нагасаки в единственное «окно» общения с ним.

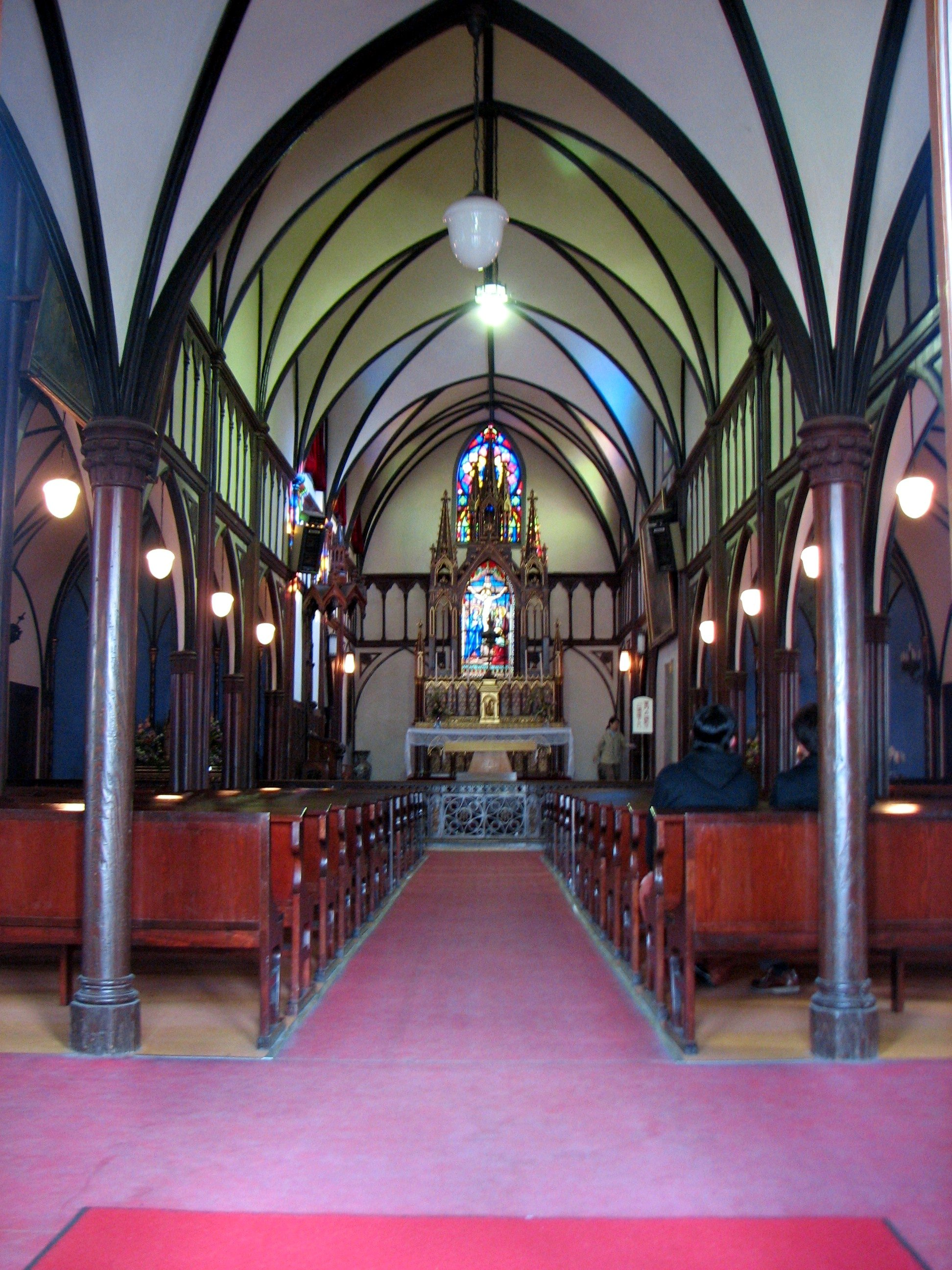
Церковь Оура
(национальное сокровище Японии)

К середине XIX века Нагасаки был единственным международным портом, в котором власть позволяла вести торговлю с Голландской Ост-Индской компанией и китайскими купцами. Через него в Японию попали такие редкие товары, как кофе, картофель, или женьшень, или такие иностранные игры, как бадминтон или боулинг. Благодаря активной торговле город процветал и был одним из богатейших в Японии, однако после установления правительством в 1715 году лимита на ввоз товаров, экономический рост Нагасаки приостановился. Несмотря на хозяйственный спад, город оставался важным образовательным центром Японии, где изучались иностранные языки и «голландские науки» рангаку, в частности европейская медицина.

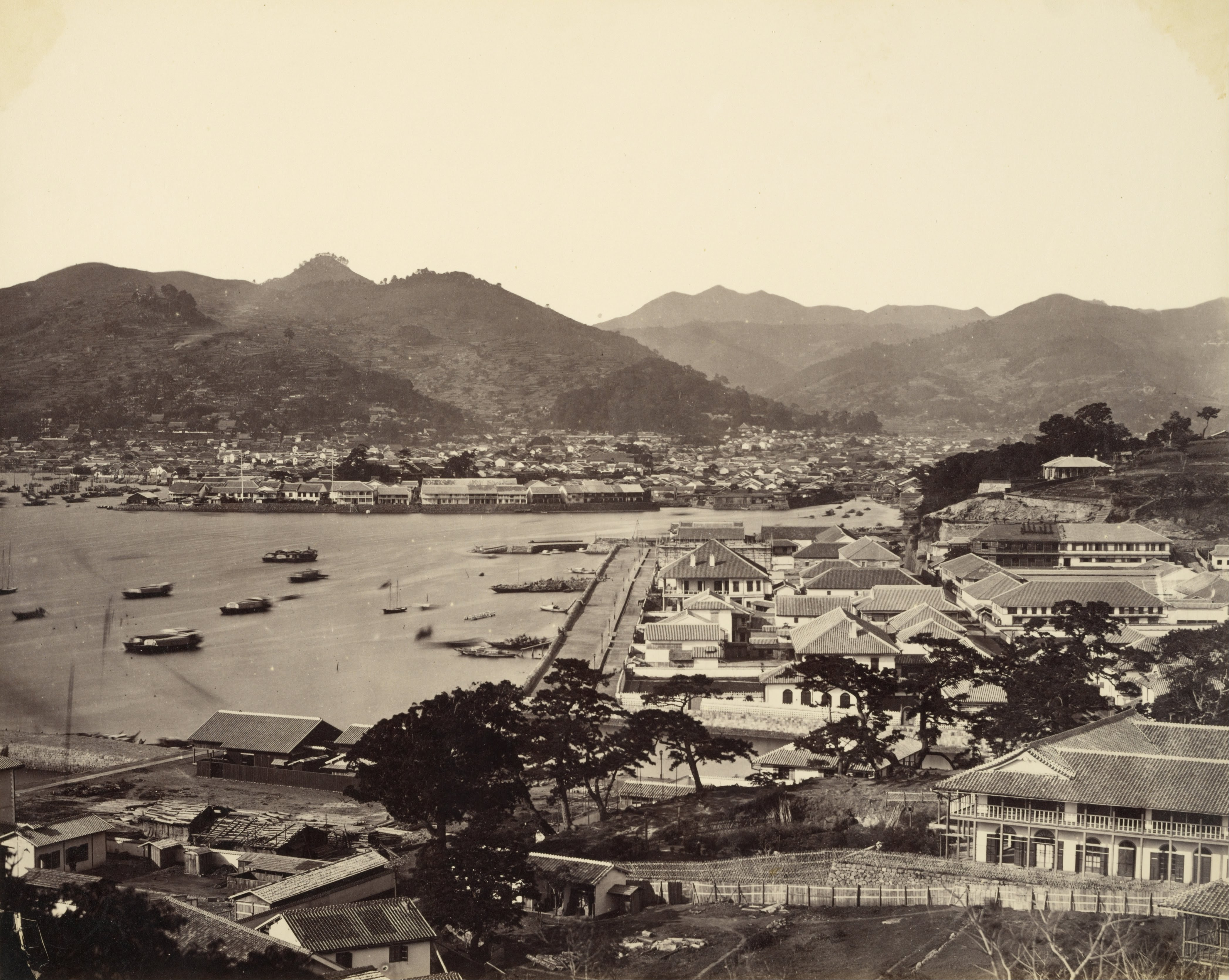
Нагасаки в 1860-е годы

С началом XIX века европейские государства вступили в колониальную гонку. Корабли России, Британии, США стали чаще заходить в Нагасаки, требуя от правительства покончить с политикой изоляции. Из-за неспособности противостоять натиску извне и ослабления власти сёгуната внутри страны, в 1859 году местный порт наконец был провозглашён открытым для судов иностранных государств. Это позволило модернизировать Нагасаки. Именно здесь появились первая японская железная дорога, телеграф и англоязычная газета. Европейцы и американцы построили южную часть города в районе Оура. Они помогали антиправительственным силам в Японии и способствовали успеху реставрации Мэйдзи. Благодаря деятельности западных посольств в стране был снят двухсотлетний запрет на христианство, а большая часть жителей Нагасаки, которая тайком от властей исповедовала веру во Христа, смогла открыто вернуться в лоно Церкви.
С начала 1870-х годов до конца XIX века Нагасаки был вспомогательной базой российской военной Владивостокской эскадры, так как порт Владивостока был замерзающим. Здесь производился ремонт и докование (в собственном доке) российских кораблей, закупалась большую часть угля, потребляемого Владивостокской эскадрой.
20 июня 1869 года Нагасаки стал административным центром одноимённой префектуры, а 1 апреля 1889 года официально получил статус города. Он постепенно превратился в один из главных очагов японской сталелитейной промышленности и кораблестроения. Достижения Нагасаки были представлены на Международной выставке промышленности и туризма, проведённой в 1934 году.

### Вторая Мировая война и атомная бомбардировка

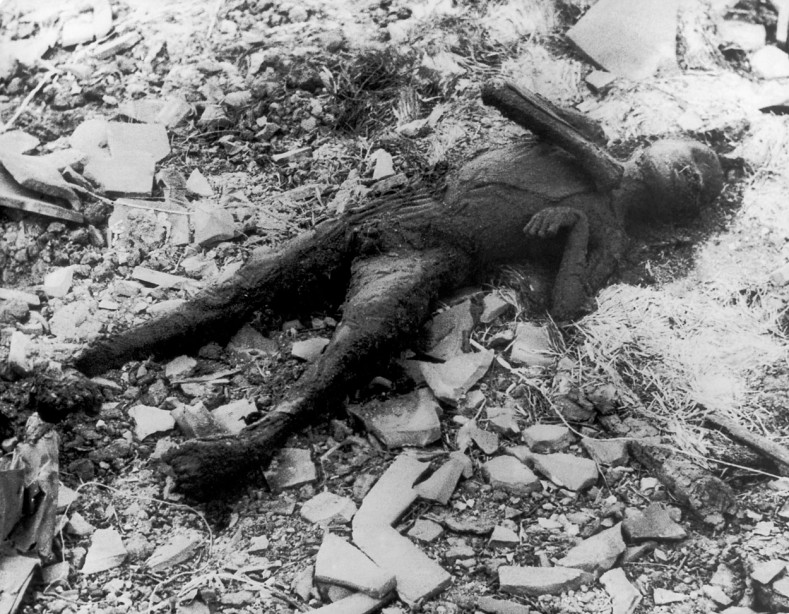
Обуглившееся тело мальчика, погибшего от атомной бомбардировки, фото 10 августа 1945 года (см. ещё фото жертв)

Нагасаки никогда не подвергалась крупномасштабной бомбардировке до взрыва атомной бомбы. Тем не менее, 1 августа 1945 года там было сброшено несколько фугасных бомб. Часть из этих бомб угодила в верфи и доки юго-западной части города. Несколько попало в сталелитейный и оружейный заводы Мицубиси; шесть бомб — в Медицинскую школу и госпиталь и три из них — прямо в эти здания. В то время как разрушения от этого нападения были относительно невелики, они создали значительное беспокойство в Нагасаки и часть людей, в основном школьники, были эвакуированы в сельские районы, таким образом, к моменту атомной атаки население города сократилось.
С утра 9 августа, примерно в 7:50 по японскому времени, в Нагасаки прозвучала воздушная тревога, отменённая в 8:30. Люди вышли из убежищ. Когда в 10:53 две летающие крепости B-29 (американские бомбардировщики) попали в поле видимости, японцы, предположительно, приняли их за разведывательные и не дали новой тревоги. Тем не менее множество людей, заметив самолёты, побежали в укрытия, поскольку после бомбардировки 1 августа поверили, что на город готовятся сильные налёты.
Несколько минут спустя, в 11:00, наблюдательный B-29 сбросил на трёх парашютах блок с измерительной аппаратурой, а в 11:02 другой самолёт сбросил атомную бомбу «Толстяк» мощностью взрыва 21 килотонну в тротиловом эквиваленте. Бомба взорвалась высоко над промышленной долиной Нагасаки, почти на полпути между сталелитейными и оружейными производствами Мицубиси к югу, и торпедным заводом Мицубиси — Ураками к северу, двумя главными целями в городе.
Это была вторая (после Хиросимы) ядерная атака США на Японию и она привела к катастрофическим разрушениям и массовым человеческим жертвам: около 74 000 человек были убиты и около 51 000 зданий были разрушены.

## Власть

### Мэр
| Мэры города Нагасаки |                   |             |                   |                  |
| №                    | На русском        | На японском | Начало полномочий | Конец полномочий |
| 1                    | Масанага Китахара | 北原雅長    | 8 июня 1889       | 7 июня 1895      |
| 2-4                  | Тораитиро Ёкояма  | 横山寅一郎  | 22 июня 1895      | 21 февраля 1907  |
| 5                    | Нобуёри Китагава  | 北川信従    | 16 мая 1907       | 24 мая 1913      |
| 6                    | Садакити Сусуки   | 薄定吉      | 21 августа 1913   | 18 сентября 1913 |
| 7-8                  | Коити Такасаки    | 高崎行一    | 25 декабря 1913   | 16 января 1922   |
| 9                    | Кан Нисикиори     | 錦織幹      | 11 ноября 1922    | 10 ноября 1926   |
| 10                   | Ко Томинага       | 富永鴻      | 23 марта 1927     | 22 марта 1931    |
| 11                   | Хидэо Кусама      | 草間秀雄    | 23 июля 1931      | 31 марта 1934    |
| 12                   | Коитиро Сасаи     | 笹井幸一郎  | 21 мая 1934       | 20 мая 1938      |
| 13                   | Ёсисукэ Аоки      | 青木善祐    | 29 августа 1938   | 11 марта 1940    |
| 14                   | Дзиро Ино         | 井野次郎    | 6 июля 1940       | 23 мая 1941      |
| 15-16                | Хисаси Окада      | 岡田寿吉    | 22 октября 1941   | 15 октября 1946  |
| 17                   | Хироси Осаси      | 大橋博      | 9 апреля 1947     | 3 апреля 1951    |
| 18-21                | Цутому Тагава     | 田川務      | 27 апреля 1951    | 1 мая 1967       |
| 22-24                | Ёситакэ Моротани  | 諸谷義武    | 2 мая 1967        | 1 мая 1979       |
| 25-28                | Хитоси Мотосима   | 本島等      | 2 мая 1979        | 1 мая 1995       |
| 29-31                | Иттё Ито          | 伊藤一長    | 2 мая 1995        | 18 апреля 2007   |
| 32-35                | Томихиса Тауэ     | 田上富久    | 22 апреля 2007    | 25 апреля 2023   |
| 36                   | Сиро Судзуки      | 鈴木史朗    | 26 апреля 2023    | поныне           |

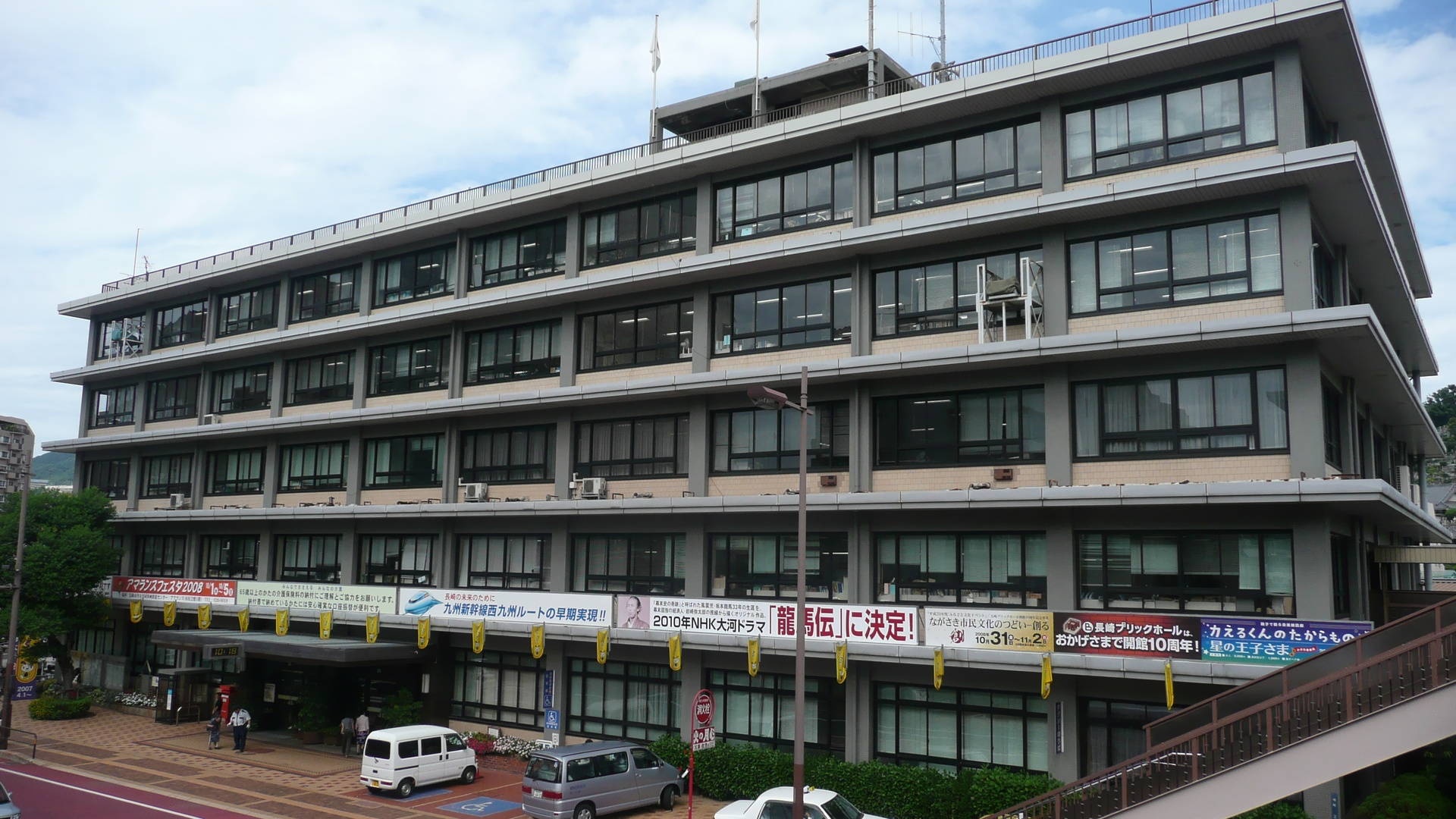
Главное здание мэрии Нагасаки

В апреле 2007 года мэр Нагасаки Иттё Ито был застрелен в результате покушения, которое совершил член местной мафии (якудза). Больше никто не пострадал.

## Демография
В 2004 году население Нагасаки составляло 447 419 жителей на территории в общей сложности 338,72 квадратных километра.

## Экономика

Mitsubishi Heavy Industries

Нагасаки — один из индустриальных центров региона Кюсю. Город разделён на 4 экономических района: центральный, Ураками, Сумиёси и Хигаси.
Со второй половины XIX века Нагасаки является крупнейшим центром судостроения Японии. На верфях компании Mitsubishi Heavy Industries — Nagasaki Shipyard & Machinery Works (яп. 三菱重工長崎造船所), основного судостроительного подразделения компании Mitsubishi Heavy Industries, сегодня производятся прежде всего специализированные коммерческие суда, включая суда для перевозки сжиженных природных газов. До окончания Второй мировой войны здесь также производились военные суда.
После Второй мировой войны в Нагасаки получила развитие электротехническая и машиностроительная промышленность. В городе построили заводы, изготовляющие разного рода оборудование — от простых двигателей до первоклассных сложных станков и машин. Ведущую роль в этой области сохраняет за собой компания Mitsubishi Electric.

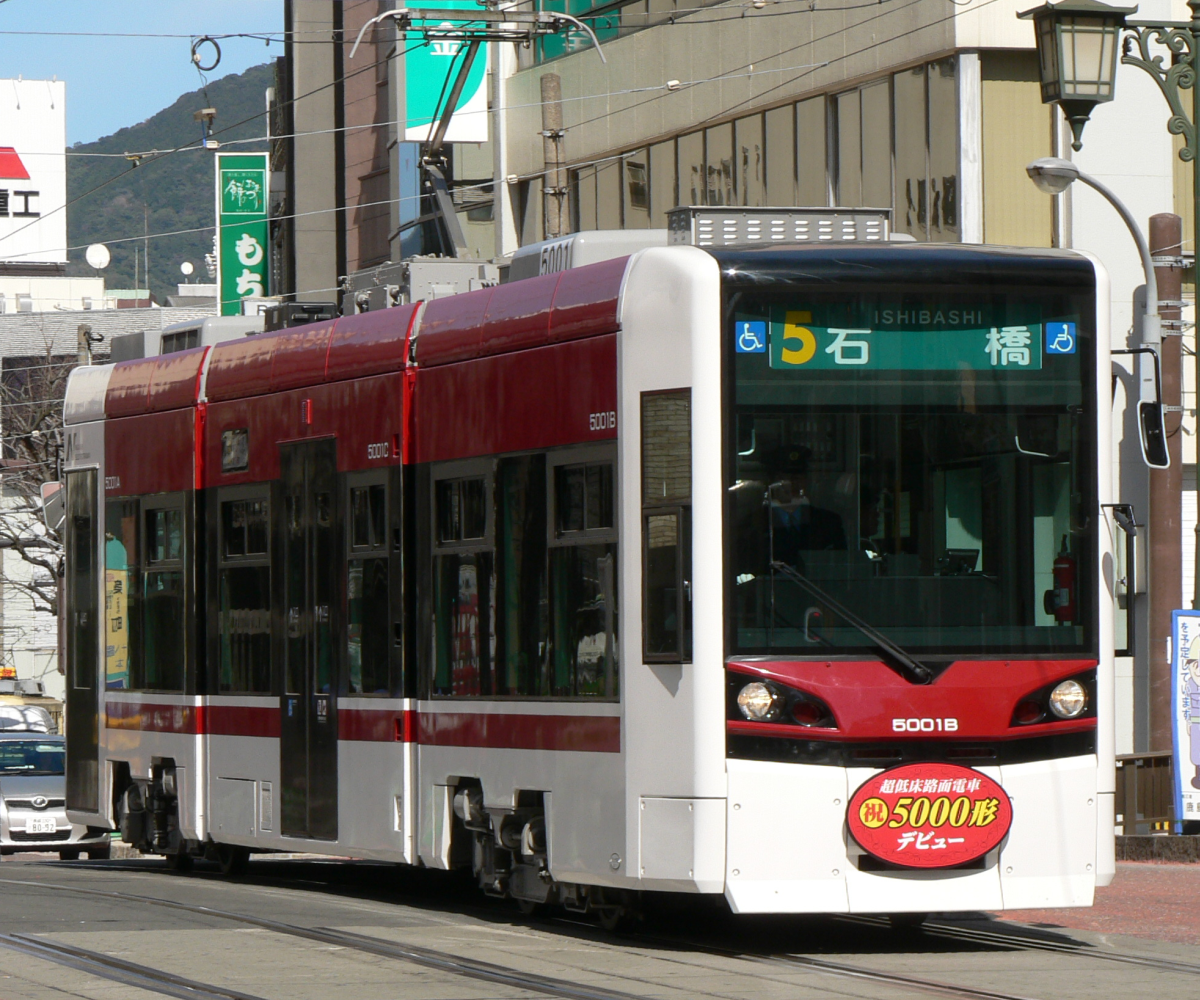
Трамвай в Нагасаки

Другими ветвями промышленности Нагасаки являются пищевая (в том числе рыбоконсервная), металлургическая, текстильная, нефтехимическая, лесопильная промышленность. Вблизи Нагасаки находится каменноугольный бассейн
Ведущим региональным банком является, основанный в 1877 году, The Eighteenth Bank, Limited (18-й государственный банк), располагающий 30 филиалами. Другим значительным региональным банком является Nagasakiginko c 11 филиалами.
Транспорт в Нагасаки включает в себя аэропорт в пригороде Омура, порт, железнодорожную магистраль, трамвай и автобусный терминал. В городе есть и канатная дорога (фуникулёр) на гору Инаса.

## Культура

### Образование и наука
- Университет Нагасаки

### Религия
В Нагасаки и префектуре проживает крупнейшая в Японии христианская община.
Более двух веков в период изоляции Японии, Нагасаки был единственным портом, через который велась ограниченная торговля с голландцами и китайцами. Хотя голландцы-протестанты и не столь ревностно распространяли христианство, тем не менее, все контакты были возможны исключительно через Нагасаки. Город известен казнью 26 мучеников. Гонения длились вплоть до официального разрешения свободы вероисповедания в 1873 году. Даже в первые годы после реставрации Мэйдзи в 1860-х в Нагасаки зарегистрированы казни христиан.

## Известные личности
- Сата, Инэко (1904—1998) — писательница, общественный деятель.

### Мероприятия
В апреле в Нагасаки проводится крупнейший в Японии конкурс воздушных змеев.
- Нагасаки Кунти
- Праздник фонарей в Нагасаки

### Достопримечательности
| Объект | Описание | Объект | Описание |
|        | Место казни японских мучеников — холм Нисидзака, где в 1597 году по приказу японского правителя Тоётоми Хидэёси были казнены 26 христиан — 20 японцев и 6 иностранцев. Считается «Японской Голгофой». На холме воздвигнут памятник в память о распятии христиан.                                     |        | Музей японских мучеников посвящён истории христианства в Японии. В экспозиции представлены письмо Франциска Ксаверия португальскому королю Жуану III, христианские рукописи и произведения искусства 16 — 19 веков. При музее действует библиотека.                     |
|        | Церковь Оура является старейшей церковью в неоготическом стиле в Японии. Её построили французские католические миссионеры в 1864 году. Сооружение этого монастыря в Нагасаки возродило христианскую общину города. Церковь является национальным сокровищем Японии.                                  |        | Собор Ураками — один из символов города Нагасаки. Его строительство продолжалось несколько десятилетий и завершилось в 1925 году. Атомная бомба, сброшенная на христианский квартал Ураками, разрушила собор, но его восстановили в 1959 году.                          |
|        | Буддистский монастырь Хонрэндзи (本蓮寺) был основан монахами воинственной секты Нитирэн-сю в 1620 году на месте христианского госпиталя св. Лазаря и церкви св. Иоанна Крестителя. Во времена преследования христиан, многие из них погибли во дворе этого монастыря.                               |        | Музей «Голландская фактория Дэдзима» создан на месте бывшего искусственного острова Дэдзима, японского «окна в Европу» в XVII—XIX веках. В музее представлены реконструкции зданий торговой фактории голландцев, предметы быта и научные приборы того времени.          |
|        | Окулярный мост — меганебаси, построенный в 1634 году над рекой Накасима, является ценным культурным достоянием Японии. Его название происходит от «очков», образующиеся двумя арками моста и их отражением в воде.                                                                                   |        | Место старого китайского квартала Нагасаки, так называемые китайские усадьбы. Они были возведены японским правительством в 1689 году для централизации торговли с Китаем и борьбы с китайской контрабандой.                                                             |
|        | Музей истории и культуры Нагасаки посвящённый теме международных контактов Японии с миром, японскому христианству и периоду изоляции XVII−XIX веков. Здание музея находится на месте средневековой усадьбы государственного урядника Нагасаки. Эта усадьба полностью реконструирована в залах музея. |        | Синтоистское святилище Сува-дзиндзя (諏訪神社) было основано в 1625 году на месте ликвидированных японскими христианами святилищ Сува, Сумиёси и Моридзаки. В нём почитают божество моря. При святилище проводят общегородской праздник Нагасаки кунти.                 |
|        | Монастырь Софукудзи (崇福寺) — один из четырёх буддийских «монастырей счастья» Нагасаки. Построен в 1629 году южнокитайскими монахами. Красные «ворота дракона» и «казна героев» монастыря в числе национальных сокровищ Японии.                                                                     |        | Монастырь Фукусайдзи (福済寺) — один из четырёх буддийских «монастырей счастья» Нагасаки. Построенный в 1628 году китайскими монахами секты дзэн. Белая статуя бодхисаттвы Каннон была возведена в 1971 году в память о погибших в атомной бомбардировке Нагасаки.      |
|        | Монастырь Сёфукудзи (聖福寺) — один из четырёх буддийских «монастырей счастья» Нагасаки. Построенный в 1677 году китайскими монахами секты дзэн в танском стиле. Монастырь знаменит крупнейшим колоколом в городе.                                                                                   |        | Монастырь Кофукудзи (興福寺) — один из четырёх буддийских «монастырей счастья» Нагасаки. Построен в 1624 году китайскими монахами во времена гонения на христиан в доказательство того, что китайская община является буддистской.                                      |
|        | Сад Гловера — горный парк, с которого открывается великолепная панорама залива Нагасаки. Расположен на территории бывшей «резервации для иностранцев», в нём сохранилось немало ценных архитектурных достояний западного стиля 2-й половины XIX века.                                                |        | Мавзолей Конфуция — единственный в Японии монастырь Конфуция, построен китайцами в 1893 году. На территории мавзолея находится музей китайских древностей. |
|        | Древнее святилище Санно дзиндзя известно своими воротами, которые были разрушены взрывом атомной бомбы 1945 года. Сегодня от них осталась лишь одна колонна — напоминание об ужасах войны. |        | Парк мира Нагасаки — мемориальный комплекс в северной части города, посвящённый жертвам атомной бомбардировки 9 августа 1945 года. Символом парка является скульптура молитвы за мир, созданная художником Китамура Сейба.                                              |
|        | Музей атомной бомбы подробно знакомит посетителей с трагедией города 9 августа 1945 года. В экспозиционных залах использовано более 900 фотографий, фильмов, вещей пострадавших от бомбардировки. Основная тема музея — ядерное разоружение.                                                         |        | Эпицентр взрыва атомной бомбы в Нагасаки превращён в небольшой парк, в середине которого стоит полуразрушенная колонна собора Ураками. Перенесённая сюда из обломков собора, находившегося в 500 м от центра взрыва, она является символом христианской молитвы за мир. |

- Церкви и христианские постройки в городе Нагасаки входят в Список объектов Всемирного наследия ЮНЕСКО в Японии (предварительный, 2007).

### Музеи
- Мемориальный зал памяти жертв атомной бомбардировки Нагасаки
- Мемориальный музей Зибольда
- Литературный музей имени Сюсаку Эндо
- Исторический музей — Верфь Нагасаки

### Парки
- Субтропический ботанический парк

### Региональная кухня
- Кастелла — бисквит, появившейся в Нагасаки благодаря португальским торговцам в XVI веке. Сегодня самый популярный бисквит в Японии.
- Тямпон и Сара удон, виды традиционной лапши.

## Города-побратимы
| За рубежом - Благоевград, Болгария - Сент-Пол, Миннесота, США (1959) - Сантус, Бразилия (1972) - Порту, Португалия (1978) - Мидделбург, Нидерланды (1978) - Фучжоу, Китай (1980) - Во-сюр-Ор, Франция (2005) | Внутри страны - Хиросима, Япония |